# جن‌گیری یک لال به دست عیسی

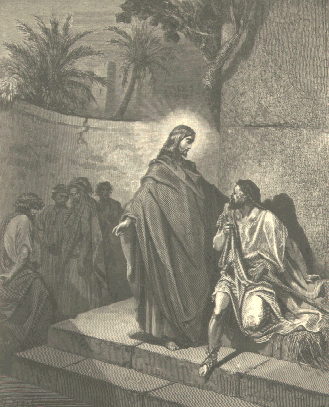
عیسی در حال جن‌گیری یک لال اثر گوستاو دوره، ۱۸۶۵.

جن‌گیری یک لال توسط عیسی آخرین سری از معجزات عیسی است که در فصل ۹ انجیل متی ثبت شده است.
بر اساس روایت انجیل متی، همین که دو مرد نابینا که که توسط عیسی شفا پیدا کرده بودند به بیرون می‌رفتند، یک مرد جن‌زده و لال را نزد عیسی آوردند؛ و وقتی که شیطان از او بیرون رانده شد، مردی که تمام عمر لال بود شروع به سخن گفتن کرد. جمعیت شگفت‌زده شدند و گفتند «هرگز همچین چیزی را در اسرائیل ندیده بودند».
اما فریسیان گفتند: «فقط بعل‌الذباب، شاهزاده جهنم می‌تواند شیطان را از این مرد به بیرون براند.» و بار دیگر اتهام بر عیسی وارد شد، به علاوهٔ نام «بعل‌الذباب»، فرمانروای شیاطین.